# Tatjana Walerjewna Petrowa

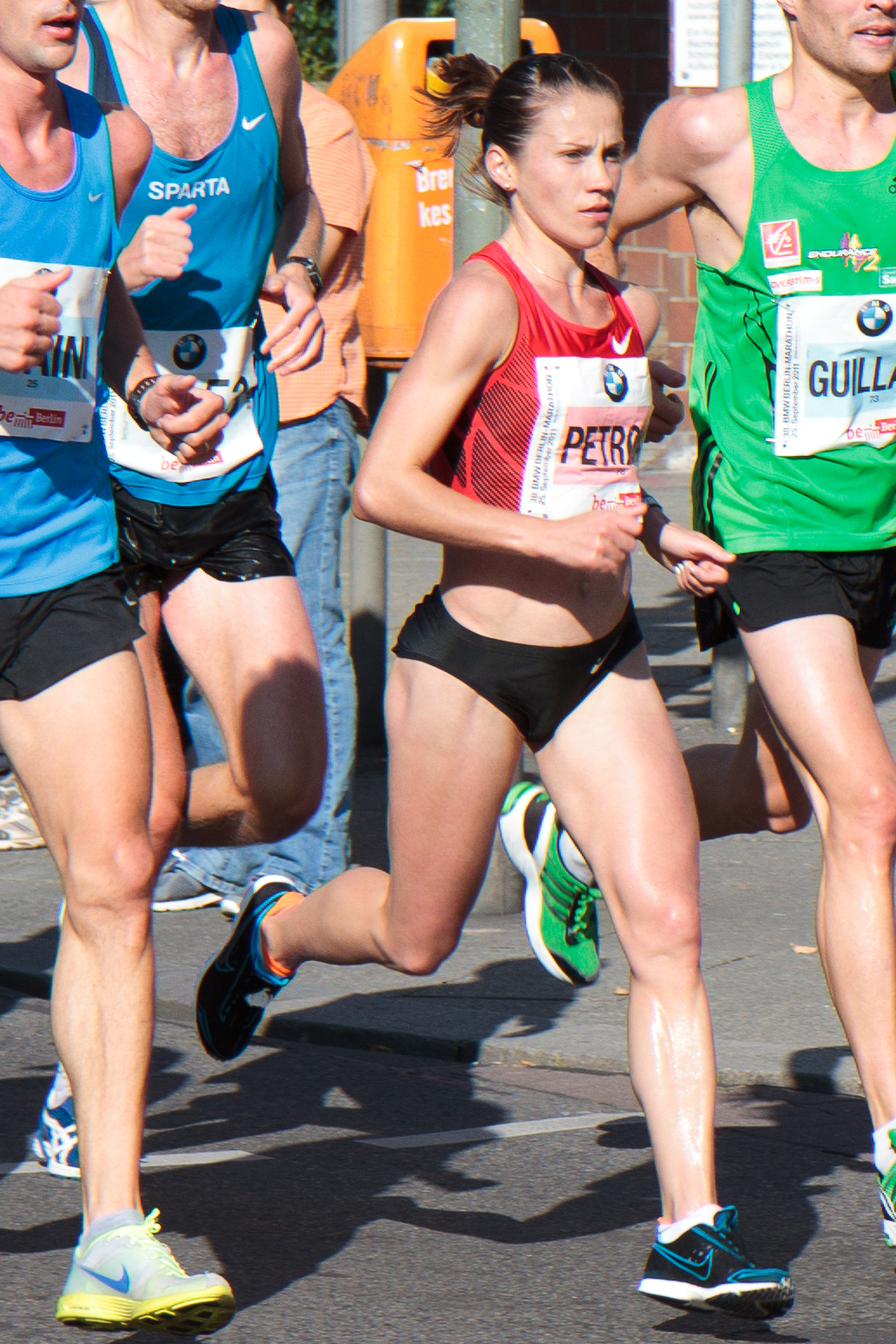
Petrowa beim Berlin-Marathon 2011

Tatjana Walerjewna Petrowa (russisch Татьяна Валерьевна Петрова, engl. Transkription Tatyana Petrova; * 8. April 1983 in Karak-Syrmy, Rajon Urmary) ist eine russische Langstrecken- und Hindernisläuferin.
Bei den Juniorenweltmeisterschaften 2002 wurde sie Vierte über 3000 Meter und Sechste über 5000 Meter. Danach startete sie bei Straßenläufen und wurde u. a. beim Honolulu-Marathon 2004 Fünfte und 2007 Dritte und beim Chicago-Marathon 2005 Achte mit 2:31:03 h.
Ihre größten Erfolge erzielte sie jedoch bislang beim 3000-Meter-Hindernislauf. Hier holte sie bei den Europameisterschaften 2006 in Göteborg und bei den Weltmeisterschaften 2007 in Osaka jeweils Silber und wurde Dritte bei den Olympischen Spielen 2008 in Peking.
In der Saison 2009 wandte sie sich wieder dem Marathon zu. Einem vierten Platz beim Dubai-Marathon in 2:25:53 h folgte ein Sieg beim Los-Angeles-Marathon in 2:25:59 h Beim Berlin-Marathon 2011 erzielte sie ihre persönliche Bestzeit von 2:25:01 h (Platz 5). Mit neuer persönlicher Bestleistung gewann sie bei den Olympischen Spielen 2012 in London die Bronzemedaille.
Tatjana Petrowa ist 1,60 m groß und wiegt 53 kg.

## Persönliche Bestleistungen
| Disziplin            | Leistung      | Datum           | Ort          |
| -------------------- | ------------- | --------------- | ------------ |
| 3000 Meter           | 08:44,13 min  | 24. Juni 2006   | Schukowski   |
| 5000 Meter           | 015:46,58 min | 27. Juni 2003   | Tscheboksary |
| 10.000 Meter         | 032:17,49 min | 14. Juni 2005   | Tula         |
| 10-km-Straßenlauf    | 032:10 min    | 24. März 2007   | Mobile       |
| 15-km-Straßenlauf    | 049:52 min    | 11. Juli 2004   | Utica        |
| Marathon             | 2:23:29 h     | 5. August 2012  | London       |
| 3000 Meter Hindernis | 09:09,19 min  | 27. August 2007 | Osaka        |